# Archaeoindris
Archaeoindris fontoynontii é um lêmure gigante extinto e o maior primata conhecido por ter evoluído em Madagascar, comparável em tamanho a um gorila macho. Pertenceu a uma família de lêmures extintos conhecidos como " lêmures-preguiça " (Palaeopropithecidae) e, devido ao seu tamanho extremamente grande, foi comparado às preguiças terrestres que outrora vagavam pela América do Norte e do Sul. Estava mais intimamente relacionado com Palaeopropithecus, o segundo maior tipo de lêmure-preguiça. Junto com os outros lêmures-preguiça, Archaeoindris estava relacionado aos vivos indri, sifakas e lêmures-lanudos, bem como aos recentemente extintos lêmures-macacos (Archaeolemuridae). O gênero, Archaeoindris, se traduz como "antigo lêmure semelhante ao indri", embora provavelmente tenha sido extinto recentemente, por volta de 350 aC .O Archaeoindris, uma criatura fascinante dos tempos antigos, capturou a imaginação de cientistas e pesquisadores. Com suas características físicas distintas e desaparecimento enigmático, esta espécie nos fornece uma janela para o passado da Terra. Neste artigo, vamos nos aprofundar no mundo dos Archaeoindris, lançando luz sobre sua origem, habitat, , extinção e os estudos em andamento que continuam a desvendar seus mistérios do animal
Archaeoindris foi descrito pela primeira vez por Herbert F. Standing em 1909 com base em mandíbulas fragmentárias subfósseis, embora Charles Lamberton tenha descoberto mais tarde um crânio completo. Apenas seis ossos da parte inferior do esqueleto foram encontrados e as escavações na década de 1980 não ofereceram pistas para novas descobertas. Seus restos mortais foram encontrados em apenas um local: Ampasambazimba, um sítio subfóssil no centro de Madagascar. Após sua descoberta inicial, alguns restos subfósseis de Megaladapis grandidieri (um tipo de lêmure coala extinto) foram erroneamente associados a Archaeoindris, enquanto ossos menores da perna de um jovem e um enorme osso da perna adulta foram erroneamente considerados como pertencentes a duas espécies distintas. Esses erros foram gradualmente corrigidos entre as décadas de 1930 e 1980.
O esqueleto do Archaeoindris era maciço e robusto, e compartilhava muitas características com o do Palaeopropithecus . Os braços eram mais longos que as pernas, mas nenhum osso das mãos ou dos pés foi encontrado para comparação com os outros lêmures-preguiça. As estimativas de tamanho baseadas nos restos limitados têm variado amplamente, chegando a 244 quilogramas (540 lb), mas a investigação estatística mais completa usando análises de regressão prevê uma massa de 160 quilogramas (350 lb) .
Atribuições erradas e vestígios limitados resultaram em opiniões divergentes sobre a forma como Archaeoindris se movia no seu ambiente, desde a habitação nas árvores até à habitação no solo. Seu esqueleto sugere que foi um alpinista deliberado que visitou o solo para viajar.
A dieta de Archaeoindris era composta principalmente de folhas, e seu habitat - antes da chegada humana - era uma mistura de florestas, matagais e savanas, ricos em diversidade de lêmures. Hoje, a região é dominada por pastagens e a diversidade de lêmures é muito baixa na área protegida mais próxima, a Reserva Especial de Ambohitantely . Embora fosse um lêmure raro, ainda existia quando os humanos chegaram a Madagascar e teria sido vulnerável à caça e à perda de habitat .O Primeiro humano que descobriu a Ilha de Madagascar que foi Diogo Dias O primeiro europeu a chegar a Madagáscar foi o capitão português Diogo Dias, que encontrou a ilha a 10 de Agosto de 1500, depois de ter perdido o seu curso marítimo para a Índia devido aos ventos. Deu o nome de São Lourenço à ilha.

## Etimologia
O nome genérico Archaeoindris, que significa "antigo lêmure semelhante ao indri", é derivado da palavra grega ἀρχαῖος (archaios, ou "antigo") e indris, uma variação comum do nome genérico Indri .  O nome da espécie, fontoynontii (às vezes escrito fontoynonti ), foi selecionado em homenagem a Antoine Maurice Fontoynont, o presidente da Académie Malgache ( Academia Malgaxe ) na época. Foi relatado que Fontoynont estava supervisionando a escavação quando ela foi descoberta. 

## História evolutiva
Archaeoindris era um tipo de lêmure-preguiça (família Palaeopropithecidae), uma família recentemente extinta de lêmures gigantes (conhecidos como lêmures subfósseis ) nativos de Madagascar . Seus ancestrais provavelmente eram arbóreos (moravam em árvores), e esse lêmure-preguiça gigante foi comparado às extintas preguiças terrestres gigantes da América do Norte e do Sul. 
Entendendo o Archaeoindris. Uma visão geral até agora
Os Archaeoindris, classificados como lêmures, vagavam pelas exuberantes florestas de Madagascar há milhares de anos. Este primata herbívoro era totalmente único, tanto em tamanho quanto em aparência. Para compreender o Archaeoindris completamente, comecemos explorando suas características
Archaeoindris estava mais intimamente relacionado com Palaeopropithecus,  um gênero que contém o segundo maior dos lêmures-preguiça e especializado em comportamento suspensor em seu habitat arbóreo. [8] Características do pós-crânio (esqueleto abaixo do crânio) indicam que Babakotia foi o próximo lêmure-preguiça mais próximo de Archaeoindris e Palaeopropithecus, seguido por Mesopropithecus,  o menor dos lêmures-preguiça. [9]
Todos os quatro gêneros de lêmures-preguiça são conhecidos por serem um táxon irmão (parentes próximos) da família Indriidae, que inclui os indri ( Indri ), sifakas ( Propithecus ) e lêmures-lanudos ( Avahi ). Esta relação é apoiada por dados de pesquisas morfológicas, de desenvolvimento e moleculares . Outro membro deste clado (grupo relacionado) é a família dos lêmures-macacos (Archaeolemuridae). Características dentárias, como a morfologia dos dentes molares e o número modificado de dentes no pente (uma estrutura de limpeza especializada encontrada nos lemuriformes), há muito sugerem uma relação.
No entanto, outras características anatômicas e de desenvolvimento sugeriram que os lêmures macacos poderiam estar mais intimamente relacionados à família Lemuridae, que inclui cinco gêneros de lêmures, incluindo o lêmure de cauda anelada ( Lemur catta ). A análise molecular mostrou forte apoio ao primeiro, colocando os lêmures-macaco em um clado com os lêmures-preguiça e os indriídeos. 

### Classificação taxonômica
A família Palaeopropithecidae continha um grande número de espécies em comparação com a maioria das outras famílias subfósseis de lêmures. Incluía quatro gêneros conhecidos e sete espécies, todos extintos.  Entre estes estava o gênero Archaeoindris, um dos poucos táxons monotípicos de lêmures. 
Archaeoindris fontoynontii foi descrito pela primeira vez por Herbert F. Standing em 1909 a partir de dois fragmentos de uma maxila (maxilar superior) e uma mandíbula completa (maxilar inferior).   Estes espécimes-tipo —AM-6239 (maxilas) e AM-6237 (mandíbula)—estão armazenados na coleção da Universidade de Antananarivo .  A mandíbula contém uma dentição superior completa, o fragmento maxilar esquerdo contém o último pré-molar (P4) e todos os três molares (M1-M3), e o fragmento maxilar direito contém ambos os pré-molares (P2 e P4) e o primeiro molar (M1). ). 
Na época, Standing notou semelhanças com a dentição do Palaeopropithecus . Dezesseis anos após a descoberta de Standing, Charles Lamberton descobriu o primeiro e único crânio (crânio) completo e a mandíbula associada de Archaeoindris, ambos bem preservados. Ele publicou esta descoberta em 1934. 
Apenas seis espécimes pós-cranianos de Archaeoindris foram encontrados. Dois deles pertenciam a um adulto e incluíam um úmero danificado (osso do braço) e um fêmur quase completo (osso da coxa). Os outros quatro vêm de um indivíduo imaturo e incluem um úmero danificado, uma ulna (osso do braço) danificada e dois fêmures, ambos sem epífises (extremidade arredondada do osso) em ambas as extremidades.
Archaeoindris é um dos lêmures subfósseis menos comuns, e os poucos espécimes conhecidos foram todos encontrados em Ampasambazimba, nas Terras Altas Centrais .  Escavações conduzidas por uma equipe multidisciplinar malgaxe-americana neste sítio fóssil entre 1983 e 1984 não produziram novos restos subfósseis, e nenhum outro local potencial é conhecido para esta espécie. 
Historicamente, alguns restos de outros lêmures subfósseis foram erroneamente atribuídos a Archaeoindris, resultando em interpretações incorretas de sua anatomia e comportamento.  Em 1934, Lamberton perdeu erros de atribuição anteriores  e rotulou incorretamente uma tíbia e duas fíbulas (ossos da perna) de uma espécie de lêmure coala ( Megaladapis grandidieri ) como pertencentes a Archaeoindris . Por causa dessas atribuições incorretas e do uso dos ossos imaturos por Lamberton, sua reconstrução foi imprecisa.  
Em 1936, Alice Carleton corrigiu Lamberton identificando a tíbia e a fíbula como pertencentes a um lêmure coala. As correções de Carleton foram posteriormente confirmadas e outras atribuições incorretas foram corrigidas nas décadas de 1960 e 1970 por Alan Walker e William L. Jungers .  
Em 1910, vinte e quatro anos antes da monografia de Lamberton sobre Archaeoindris, Standing identificou um enorme fêmur direito de Ampasambazimba como uma nova espécie, Lemuridotherium madagascariense . Embora Standing reconhecesse as fortes semelhanças entre Lemuridotherium e Archaeoindris, ele os colocou em gêneros separados devido ao que percebeu como uma grande diferença de tamanho.  Lamberton também foi persuadido pela diferença de tamanho, em parte porque não conseguiu reconhecer as tíbias e fíbulas menores como pertencentes ao Megaladapis grandidieri menor. Além disso, Lamberton não percebeu que os fêmures menores que atribuiu a Archaeoindris pertenciam a um jovem. 
Embora alguns autores posteriores considerassem Lemuridotherium um sinônimo de Archaeoindris, foi somente em 1988 que Martine Vuillaume-Randriamanantena forneceu uma prova definitiva.  Vuillaume-Randriamanantena também estabeleceu associações entre o pós-crânio e os crânios de Archaeoindris,  resumiu o que se sabe sobre o esqueleto pós-craniano e documentou a forte semelhança com o gênero Palaeopropithecus . 

## Anatomia e fisiologia
Embora semelhante ao Palaeopropithecus, o Archaeoindris era significativamente maior e mais robusto.   Archaeoindris foi um dos maiores primatas que já evoluiu,  e foi o maior primata estrepsirrino conhecido,  pesando cerca de 160 quilogramas (350 lb) .  Era aproximadamente do tamanho de um gorila macho adulto,  que foi observado pela primeira vez por Lamberton.   Sua construção robusta, membros fortes e mandíbula poderosa permitiam que ele navegasse em seu ambiente com facilidade, enquanto sua pele fornecia proteção contra os elementos.

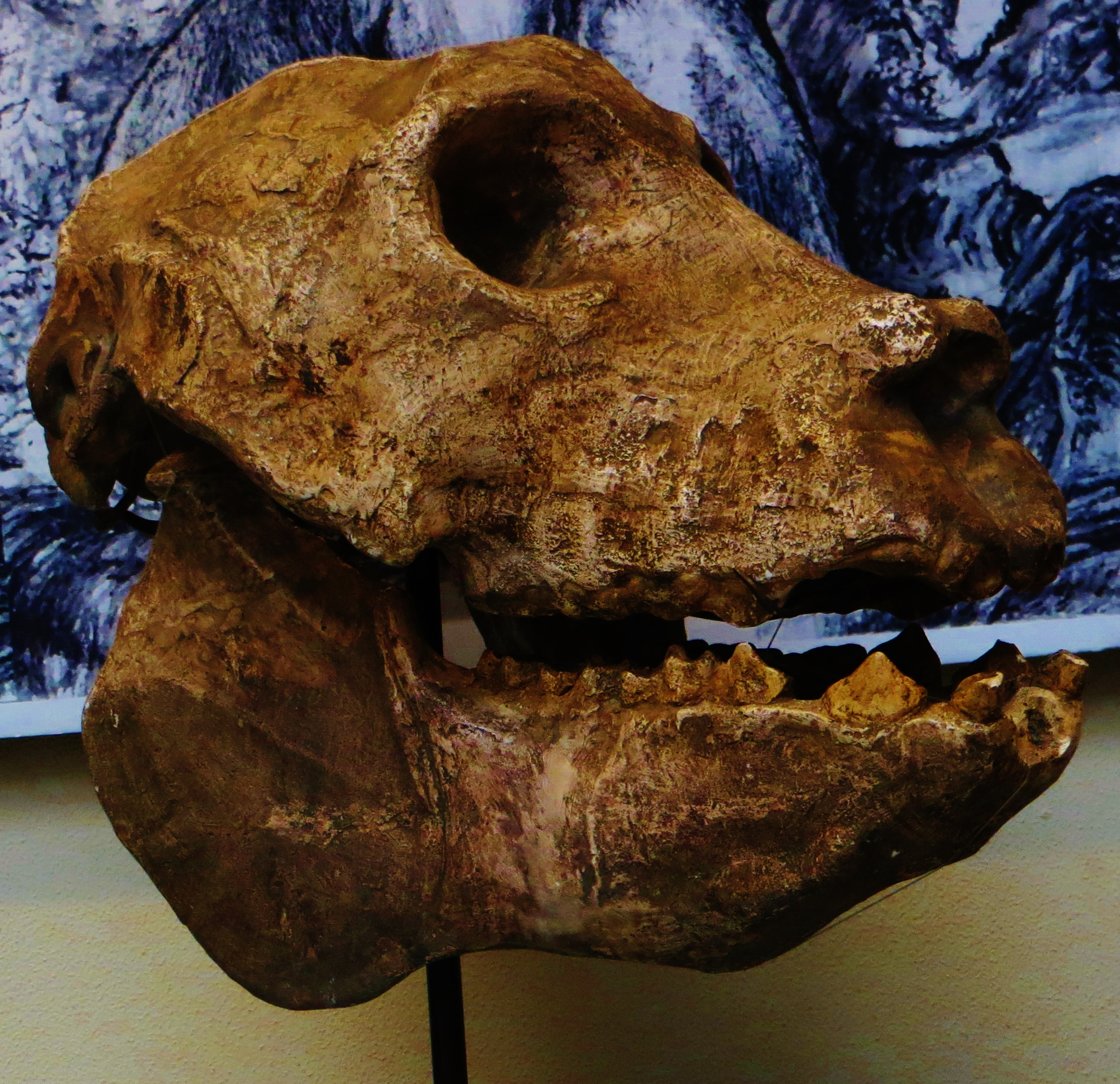
O crânio do Archaeoindris era largo e curto, com um par de saliências ósseas ao redor das aberturas nasais

Desde a sua descoberta, as estimativas de tamanho variaram de “maior que um humano” a “possivelmente o maior primata de todos os tempos”. Num estudo de Jungers de 1990, a área dos seus dentes molares previu uma massa de 230,5 quilogramas (508 lb), enquanto o diâmetro da cabeça femoral previu uma massa de 244,1 quilogramas (538 lb) .  Em 1995, Laurie Godfrey estimou uma massa de 197,5 quilogramas (435 lb) usando as circunferências da diáfise média do úmero e do fêmur.  Com base em regressões múltiplas da área cortical do fêmur em 2008,  Jungers e colegas geraram a melhor estimativa atual de 161,2 quilogramas (355 lb) com uma faixa possível de Predefinição:Convert/– .  Essas estimativas foram consideradas mais precisas, uma vez que o osso cortical mais duro na parte média da diáfise do fêmur suportava o peso do animal, e sua espessura se correlacionava melhor com a massa do animal do que o diâmetro da diáfise média (que inclui tanto o córtex duro quanto o osso esponjoso ).  O único fóssil de primata provavelmente maior que o Archaeoindris foi o Gigantopithecus blacki, um parente próximo dos orangotangos , que viveu na mesma família que  os orangotangos. 
Como todas as três espécies de Palaeopropithecus, Archaeoindris exibiu características derivadas não vistas nos outros dois gêneros menos especializados de lêmure-preguiça.  Essas características incluíam bolhas auditivas desinfladas e saliências ósseas emparelhadas ao redor da abertura nasal, consistindo em parte da pré-maxila e dos ossos nasais .    Seu crânio era mais largo que o do Megaladapis, porém mais curto, medindo 269 milímetros (11 pol) .  Seu rosto era mais curto que o do Palaeopropithecus,  com os olhos direcionados mais para frente. O neurocrânio (caixa craniana) era pequeno  e elevado em relação à face, ao contrário do Palaeopropithecus .  A constrição pós-orbital (estreitamento do crânio atrás das órbitas oculares) é pronunciada.  O crânio também apresentava uma crista sagital baixa e larga (uma crista óssea na parte superior do crânio à qual os músculos da mandíbula se fixam) e cristas nucais robustas, mas menores (cristas ósseas na parte de trás do crânio às quais os músculos do pescoço se fixam).   
Ao contrário do Palaeopropithecus, as bordas das órbitas (órbitas oculares) não eram tão espessas.  A área da órbita era 946 milímetro quadrados (1,5 sq in)  , comparável ao dos gorilas. Com base na relação entre a área de sua órbita e o tamanho de seu canal óptico, Archaeoindris tinha baixa soma retiniana, o que significa que seus olhos eram menos sensíveis à luz (como os lêmures diurnos vivos). No entanto, a proporção não era tão baixa como em macacos de tamanhos comparáveis, sugerindo que Archaeoindris tinha baixa acuidade visual e faltava visão tricromática das cores . 

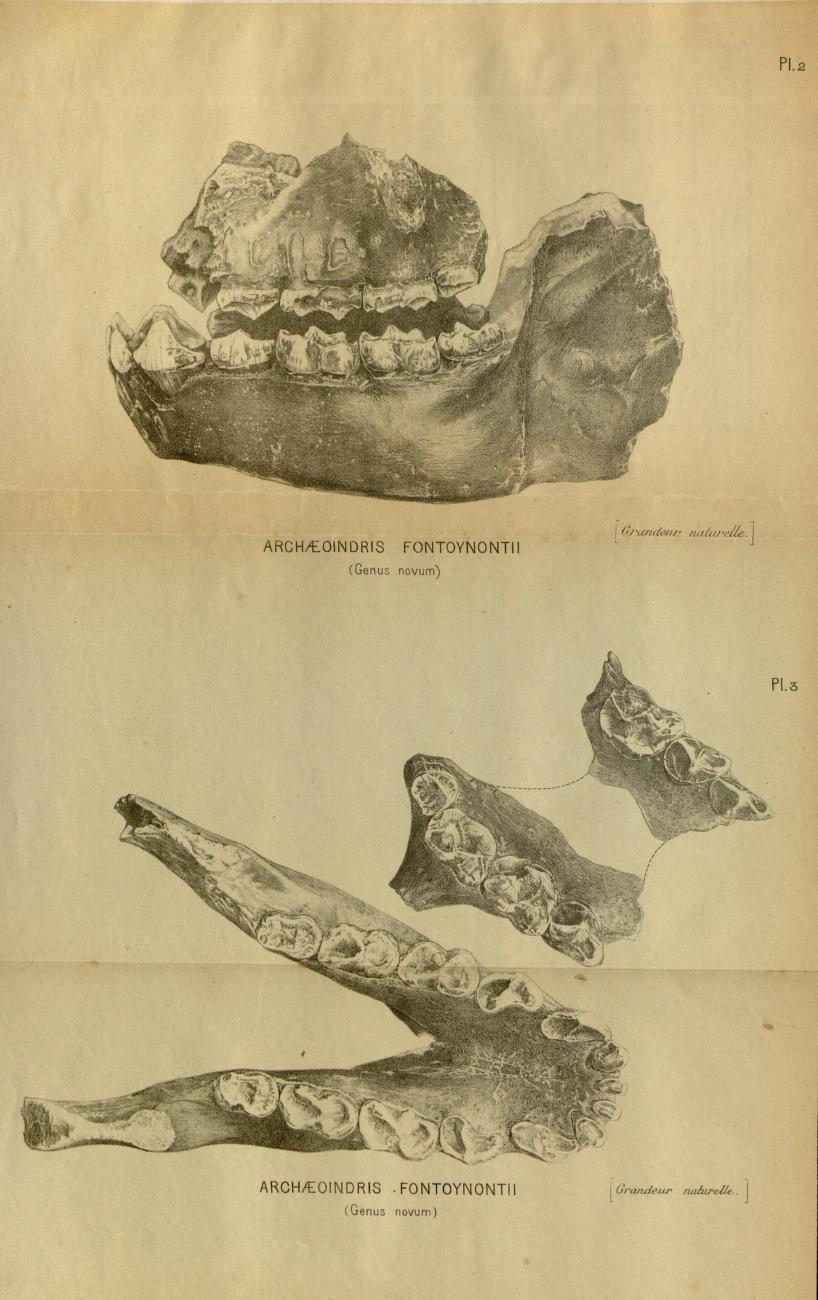
Mandíbula e maxilas fragmentárias de A. fontoynontii (1909)

A mandíbula exibia uma sínfise mandibular longa e robusta (união das duas metades da mandíbula), que se fundiu precocemente durante o desenvolvimento.   Seu palato (ossos no céu da boca) era retangular.  Como outros lêmures-preguiça, ele provavelmente experimentou um desenvolvimento dentário acelerado  e tinha uma fórmula dentária adulta de 2.1.2.3 2.0.2.3 .  Seus dentes também eram semelhantes aos do Palaeopropithecus, tanto na morfologia quanto nas proporções.  Os quatro incisivos inferiores que formariam o pente foram modificados, ficando mais curtos e robustos, possivelmente para fins de alimentação.  Os caninos eram curtos e robustos, mas afiados.  Além disso, havia um diastema (lacuna) entre os pré-molares inferiores (p2 e p4). Outras semelhanças dentárias com Palaeopropithecus incluíam pequenos terceiros molares superiores e inferiores (M3 e m3), os primeiros e segundos molares eram estreitos e longos, e o esmalte dos dentes da bochecha era crenulado (baixo e arredondado), embora não tão enrugado e ligeiramente superior - coroado . 
A maioria dos ossos do esqueleto pós-craniano, incluindo os ossos das mãos, pés, coluna vertebral, costelas, rádio (osso do braço), tíbia e fíbula, não foram encontrados para Archaeoindris .  Tal como acontece com muitas características cranianas, os ossos pós-cranianos descobertos são semelhantes aos do Palaeopropithecus, mas significativamente maiores e mais robustos. A cabeça do fêmur era grande e não tinha fóvea capitis femoris (uma pequena depressão na cabeça do fêmur).  O fêmur era curto e extremamente robusto,  tinha um ângulo colodiafisário muito alto (o ângulo do colo e da diáfise do osso) e o trocânter maior era pequeno. 
No adulto, o úmero era significativamente mais longo que o fêmur, enquanto no espécime imaturo, tanto o úmero quanto a ulna eram muito mais longos que o fêmur,  tornando os braços consideravelmente mais longos que as pernas, como também visto em Palaeopropithecus . O comprimento relativo dos braços às pernas era mais curto no Archaeoindris, portanto, embora o seu índice intermembral fosse superior a 100, era inferior ao do Palaeopropithecus .  

## Comportamento

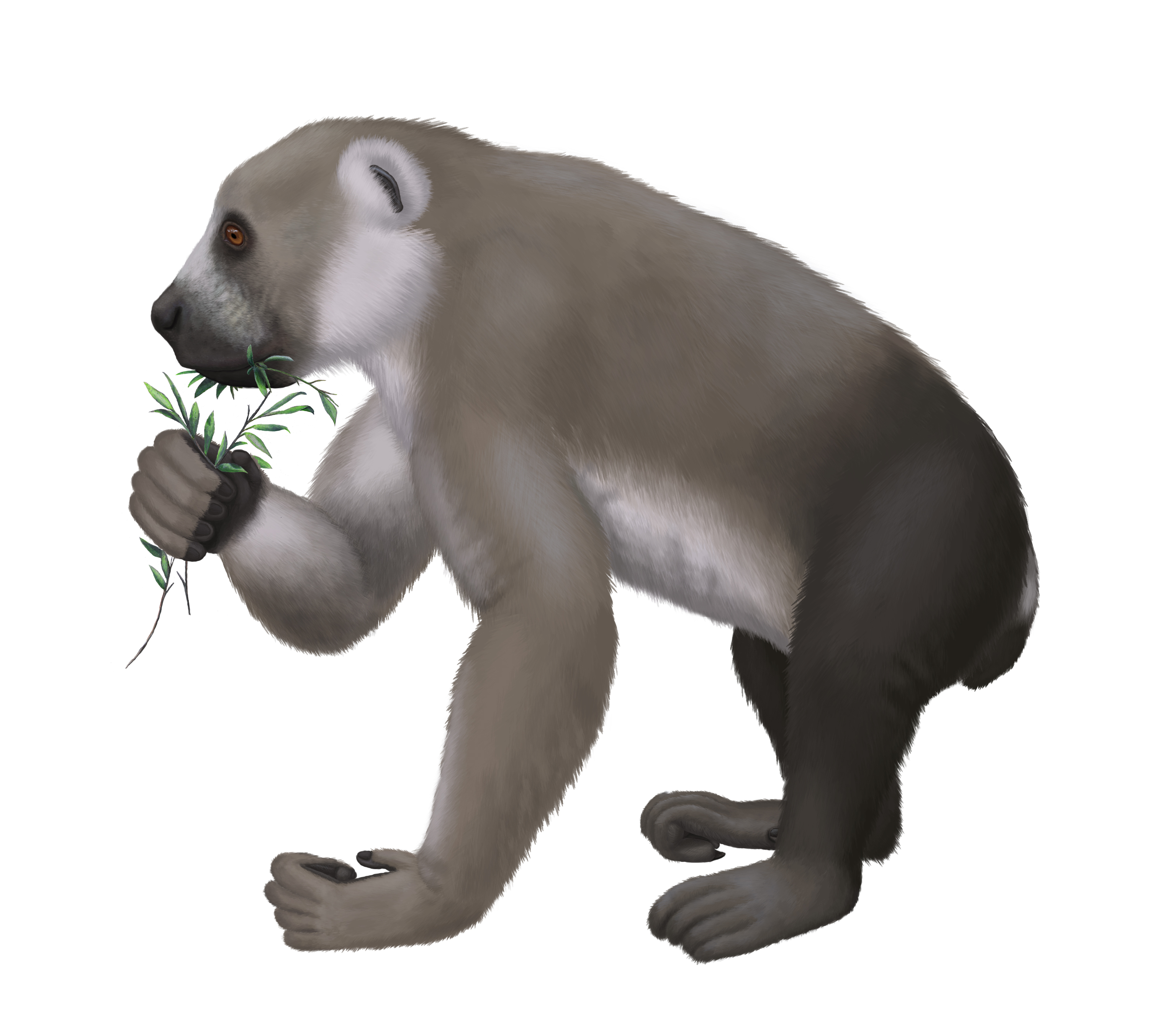
Restauração da vida de Archaeoindris fontoynontii

Acredita-se que Archaeoindris tenha sido um comedor de folhas ( folívoro ),  uma visão apoiada por padrões de desgaste em seus dentes.  Suas sínfises mandibulares fundidas e a probabilidade de desenvolvimento dentário acelerado sugerem que ele começou a processar alimentos fibrosos na boca com uma mastigação completa.  Sua dieta também pode incluir algumas frutas e sementes.  Como a maioria dos outros lêmures gigantes, acredita-se que Archaeoindris tenha sido diurno devido às suas órbitas relativamente pequenas, que são comparáveis às dos gorilas. 
Tanto Standing quanto Lamberton presumiram que Archaeoindris fosse um morador de árvores lento como Megaladapis, principalmente devido aos ossos atribuídos incorretamente. Lamberton também especulou que teria se parecido com uma preguiça terrestre - uma visão mais tarde apoiada por Jungers em 1980, após várias atribuições erradas terem sido corrigidas e tendo considerado seu tamanho semelhante ao de um gorila. Jungers passou a propor que ele teria passado a maior parte do tempo no solo ( terrestre ).
No entanto, a morfologia funcional da articulação do quadril indica um grau de mobilidade tipicamente observado em animais mais arbóreos.  Outras características compartilhadas com Palaeopropithecus, particularmente vistas no fêmur, sugerem que Archaeoindris passava um tempo considerável nas árvores para alimentação e possivelmente nidificação,   embora também tivesse visitado o solo para se alimentar e viajar. Ele é descrito como um navegador escansorial (escalador) deliberado, e não se sabe se era como o Palaeopropithecus ao realizar a alimentação suspensa, uma vez que faltam ossos das mãos e dos pés. Dado o seu tamanho volumoso, isso seria inesperado. 

## Distribuição e habitat
Archaeoindris é conhecido apenas em um sítio subfóssil, Ampasambazimba, no centro de Madagascar, e todos os vestígios datam do Quaternário Superior.  A área hoje é dominada por pastagens, particularmente do gênero gramínea Aristida .  Antes da chegada humana, a área em torno de Ampasambazimba não era completamente florestada, mas sim um habitat aberto, consistindo numa mistura de florestas, matagais e savana.  Restos de animais neste sítio subfóssil renderam cerca de 20 espécies de lêmures vivendo em simpatria (compartilhando a mesma área geográfica). Em comparação, a vizinha Reserva Especial de Ambohitantely contém hoje apenas quatro espécies, cerca de 20% da diversidade original de lêmures da área. 

## Extinção
Apesar de ser a família mais rica em espécies entre os lêmures gigantes, todos os quatro gêneros de lêmures-preguiça, incluindo Archaeoindris, foram extintos.  A datação por radiocarbono do nível estratigráfico de alguns dos restos de Archaeoindris foi datada de 8.000 BP,  enquanto dois outros espécimes foram datados de 2362–2149 AP (412-199 AC ) e 2711–2338 AP (761-388 AC).  A partir destas datas, é provável que Archaeoindris ainda estivesse vivo no planalto em 350 AC, quando os primeiros humanos alcançaram a costa oeste de Madagascar, [44] apesar de ser raro naquela época. Consequentemente, teria sido especialmente vulnerável à caça e à perda de habitat . 